# Tošio Takabajaši
Tošio Takabajaši (* 15. listopad 1953) je bývalý japonský fotbalista.

## Klubová kariéra
Hrával za Hitachi.

## Reprezentační kariéra
Tošio Takabajaši odehrál za japonský národní tým v letech 1974–1976 celkem 12 reprezentačních utkání.

## Statistiky
| Japonsko | Japonsko | Japonsko |
| Roky     | Záp.     | Góly     |
| -------- | -------- | -------- |
| 1974     | 4        | 1        |
| 1975     | 0        | 0        |
| 1976     | 8        | 1        |
| Celkem   | 12       | 2        |